# Денвер
Де́нвер (англ. Denver;, /ˈdɛnvər/; Арапахо: Niinéniiniicíihéhe'), официально — Город и округ Денвер (англ. City and County of Denver) — крупнейший город и административный центр штата Колорадо, а также административный центр второго (после Эль-Пасо) по численности населения в Колорадо округа Де́нвер. Население составляет 649 495 (2013) и определяет Денвер как 22-й город в США по количеству населения, в Денверском метрополитенском ареале — 2 697 476 (21-й по населению). Денвер является крупнейшим городом в радиусе в 800 км, а также 2-м по населению в Горных штатах после Финикса.
Город расположен в долине реки Саут-Платт на западе Высоких равнин и немного восточнее Передового хребта Скалистых гор.

## Топоним

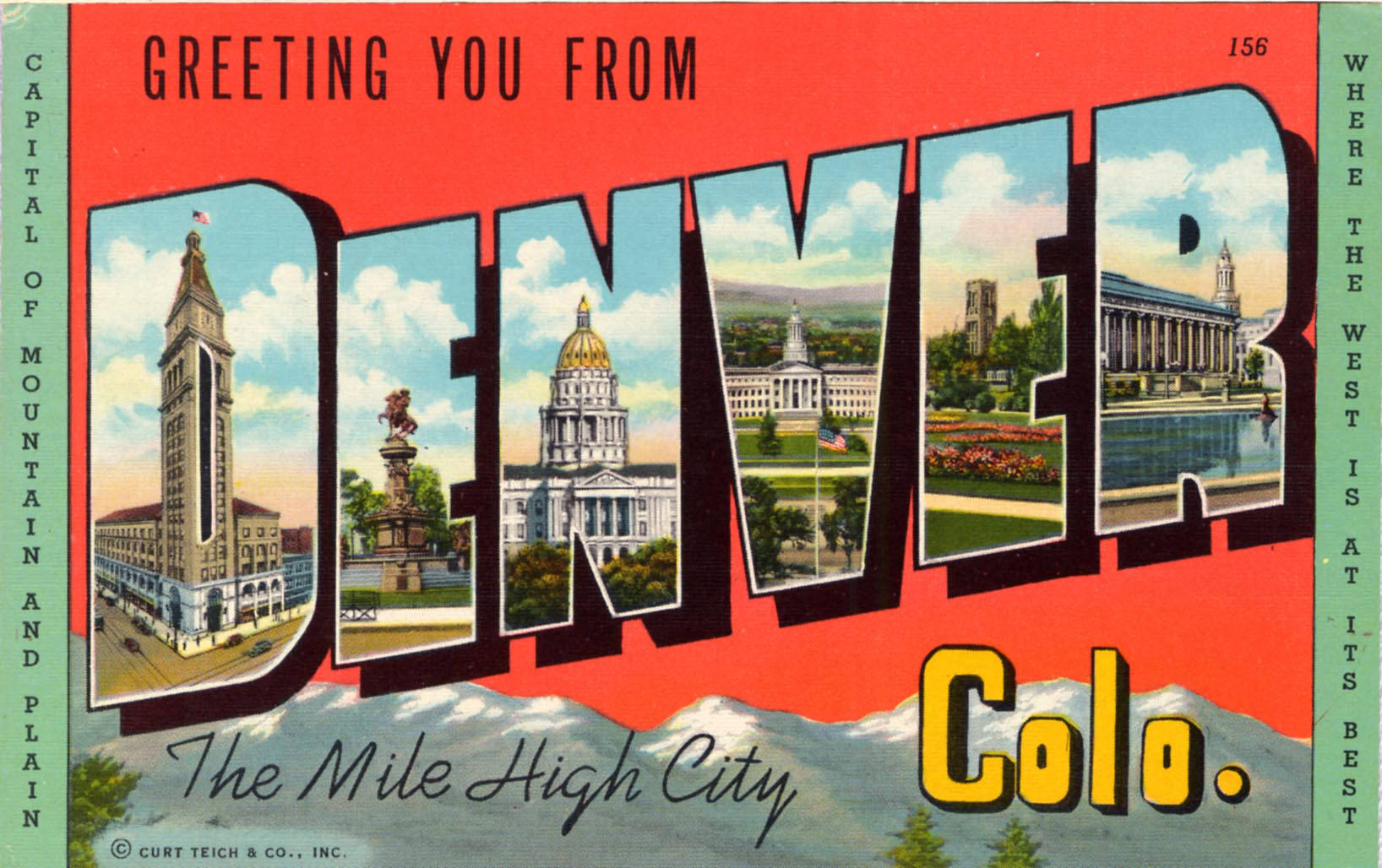
Открытка с крупным шрифтом, с надписью Greeting you from the Denver, The Mile High City, Where the West is at its Best, опубликована Curt Teich & Co. в 1941 году

Денвер имеет прозвище «Город на высоте мили» (англ. The Mile High City) из-за того, что он находится на высоте в одну милю (1609,344 м) над уровнем моря, что делает его одним из самых высокогорных крупнейших городов США.

## История

### XIX век

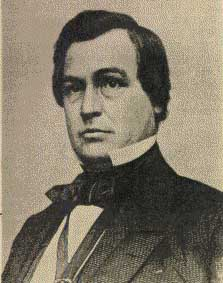
Бывший губернатор Территории Канзас Джеймс Денвер, посещавший город, названный в его честь, в 1875 и 1882.

Денвер был основан в ноябре 1858 года как шахтёрский городок во время колорадской золотой лихорадки в восточной части территории Канзас. Летом того года группа золотодобытчиков, прибывших из Лоренса, основала поселение на восточном берегу реки Саут-Платт, получившее название Монтана Сити. В дальнейшем именно на этом месте и образовался город Денвер. Однако уже к лету 1859 года посёлок был заброшен из-за истощения месторождения, а рядом основан новый, названный Аурария, в честь латинского aurum — «золото».
22 ноября 1858 года генерал Уильям Лаример-младший, земельный спекулянт из восточного Канзаса, выкупил участок земли на месте слияния рек Саут-Платт и Вишнёвого ручья для заготовки леса. Он назвал образованное на этом месте селение Денвер в честь губернатора территории Канзас Джеймса Денвера. Лаример надеялся, что такое название городка поможет ему стать административным центром округа Арапахо, но губернатор к тому времени уже подал в отставку и ушёл со своего поста. Местоположение поселения находилось в районе троп и лагерных стоянок индейцев арапахо и шайеннов. Место размещения этих первых поселений сейчас находится в районе Confluence Park в центре современного Денвера. Лаример продал участки земли торговцам и золотодобытчикам, намереваясь в скором будущем основать крупный город, который будет обслуживать новоприбывших эмигрантов. Денвер на тот момент являлся пограничным городом с экономикой, основанной на торговле крупным рогатым скотом и обслуживании местных рабочих, с салунами и кабаками с азартными играми. В те годы земляные наделы нередко проигрывались в карты дельцам из Аурарии. В мае 1859 года жители Денвера пожертвовали 53 участка компании Leavenworth & Pike’s Peak Express для прокладки первой железной дороги в регионе. В 1863 году компания Western Union укрепила положение Денвера как транспортного узла региона, организовав там сортировочную станцию для прибывающих грузов.
28 февраля 1861 года была образована Территория Колорадо, 1 ноября 1861 года сформирован округ Арапахо, а 7 ноября 1861 года в его состав вошёл Денвер. Город находился в составе округа до 1902 года, когда был образован объединённый город-округ. 1 августа 1876 года территория Колорадо вошла в состав США в качестве 38-го штата, столицей которого стал Денвер.
В конце XIX века (в промежутке между 1880—1895 годами) в Денвере наблюдался значительный рост преступности. В это время особую известность получил криминальный авторитет по кличке «Мыльный Смит», который находился в сговоре с официальными властями и полицией и контролировал проведение выборов, игорный бизнес и шулеров (шайки, занимающиеся обманом в картах). Город также пострадал от депрессии 1893 года из-за резкого падения цены на серебро. В 1887 году в Денвере местными религиозными лидерами была образована благотворительная организация, которая в дальнейшем стала международной и сейчас известна под названием United Way of America. Она занималась сбором средств и координированием помощи городским беднякам. К 1890 году Денвер стал вторым по численности населения городом к западу от Омахи, но к 1900 году переместился на третье место, уступая Лос-Анджелесу и Сан-Франциско. В 1900 году 96,8 % населения Денвера составляли белые. В 1901 году Генеральной Ассамблеей Колорадо было принято решение о разделении округа Арапахо на три части: новый объединённый город-округ (в состав которого вошли город и округ Денвер), новый округ Адамс, а оставшийся участок получил название Южное Арапахо. Но постановление Верховного суда Колорадо, а также проведённый референдум отложили создание отдельно города и обособленного округа Денвер вплоть до 15 ноября 1902 года. Денвер дважды принимал у себя съезд национальной конвенции демократической партии в 1908 году, а также в 2008 году, тем самым воспользовавшись шансом повысить свой статус на национальном уровне.

### XX век
За период с 1900 по 1920 годы население Денвера удвоилось и достигло отметки 256 000 человек. К 1940 году численность составила 322 000 человек, не считая жителей пригородов. Горожане в 1898 и 1899 годах организовывали национальную конференцию производителей крупного рогатого скота, которая с 1907 года превратилась в ежегодную национальную выставку скота. Кроме того, Денвер стал местом зарождения ювенальных судов, где за их возникновение ратовал известный американский юрист Бен Линдси. Согласно одной из версий, именно в Денвере был придуман чизбургер, когда в 1935 году местный предприниматель Луис Балласт добавил в гамбургер кусок сыра.

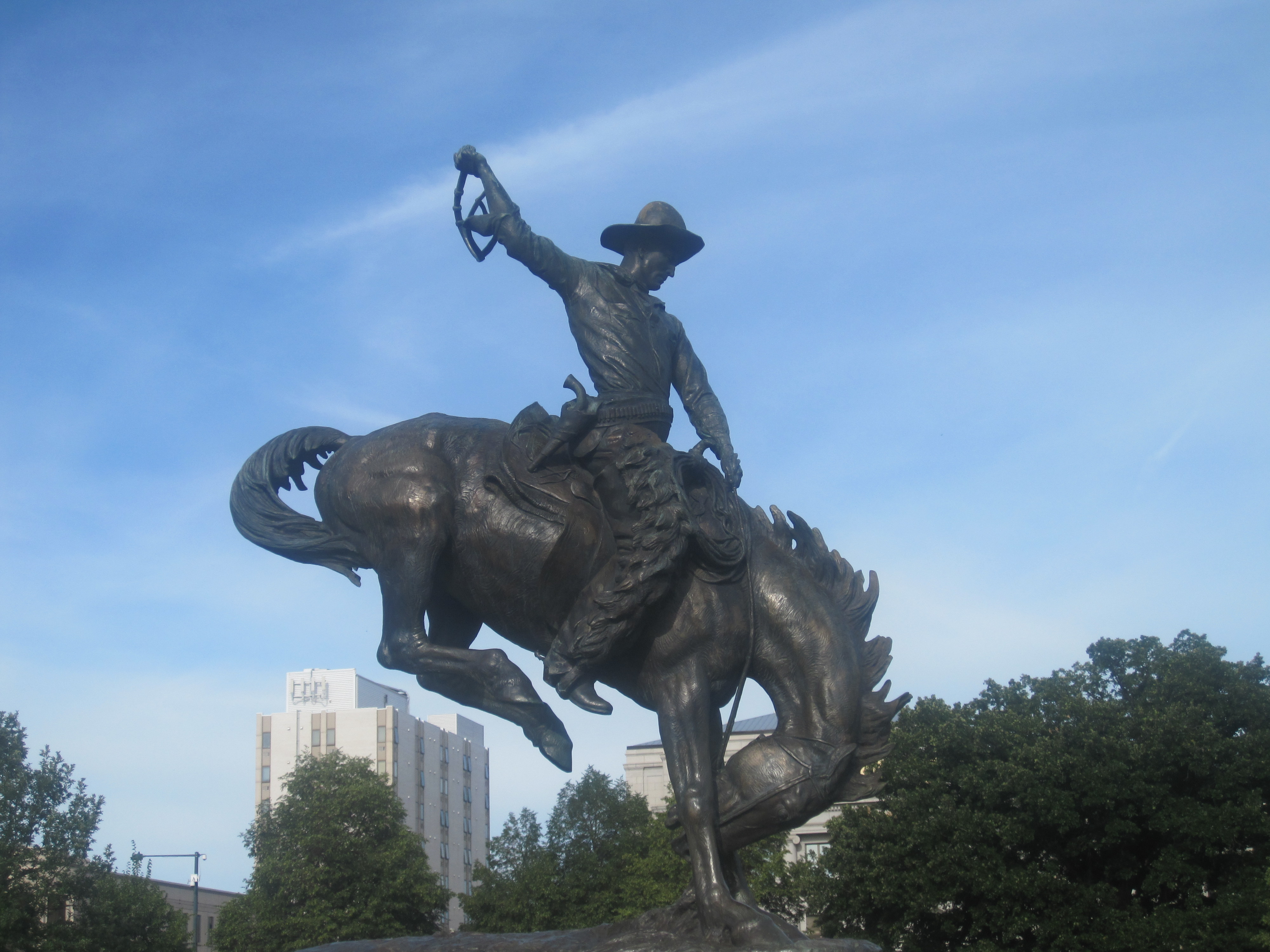
Скульптура «Укротитель Бронко» (спроектированная Фредериком Ремингтоном), подаренная Капитолию в 1920

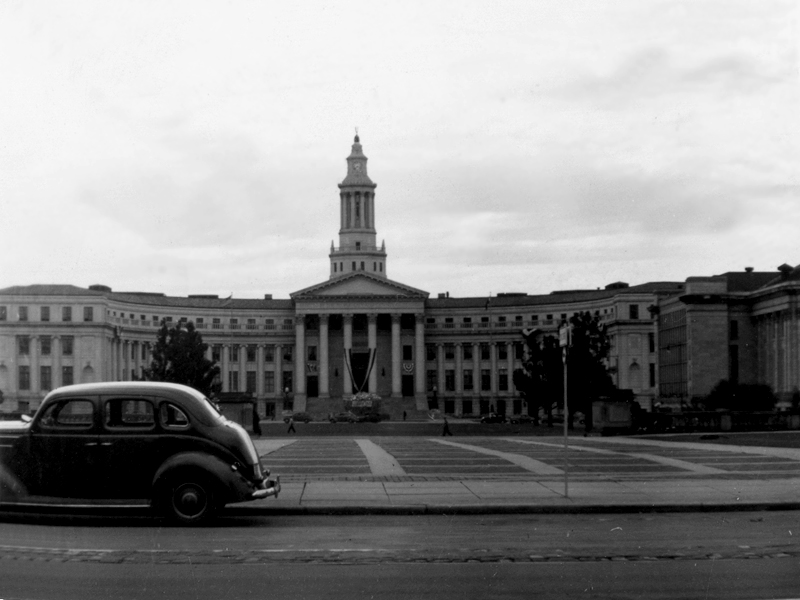
Ратуша Денвера в 1941

До начала Второй мировой войны экономика Денвера базировалась главным образом на добыче и перевозке полезных ископаемых, а также производстве сельскохозяйственной продукции, в основном говядины и баранины. Во время войны и после её окончания в городе начали развиваться более технологичные отрасли промышленности, делая Денвер важным производственным центром. В это время население города стремительно росло. Старые ветхие здания сносились, на их месте строились новые. К 1950 году представители среднего класса стали перебираться из центра города в более просторные дома, в результате чего начался быстрый рост пригородов. В 1950-е годы Денвер стал местом сбора поэтов и писателей бит-поколения. Одна из важнейших фигур поколения битников Нил Кэссиди большую часть своей юности прожил на улице Ларимера в Денвере. Часть романа Джека Керуака «В дороге» была написана в Денвере и основывалась на реальных впечатлениях от города во время дорожного путешествия. Основатель битничества поэт Аллен Гинзберг некоторое время прожил в Лейквуде, пригороде Денвера.
С 1953 по 1989 годы в 25 км от Денвера располагалось предприятие Рокки Флэтс, ядерный объект Министерства энергетики США, производивший плутоний для ядерных боеголовок. Пожар на этом объекте в 1957 году, а также регулярные утечки радиоактивных отходов на протяжении десяти лет (с 1958 по 1968 годы) привели к радиоактивному загрязнению некоторых районов Денвера, в частности, плутонием-239, период полураспада которого составляет 24 200 лет. Исследование главного врача округа Джефферсон, доктора Карла Джонсона, проведённое в 1981 году показало связь между загрязнением и увеличением числа детей с врождёнными дефектами, а также возросшим количеством раковых заболеваний в центральном Денвере и некоторых других районах, расположенных в непосредственной близости с Rocky Flats Plant. Дальнейшие исследования подтвердили большинство его выводов.

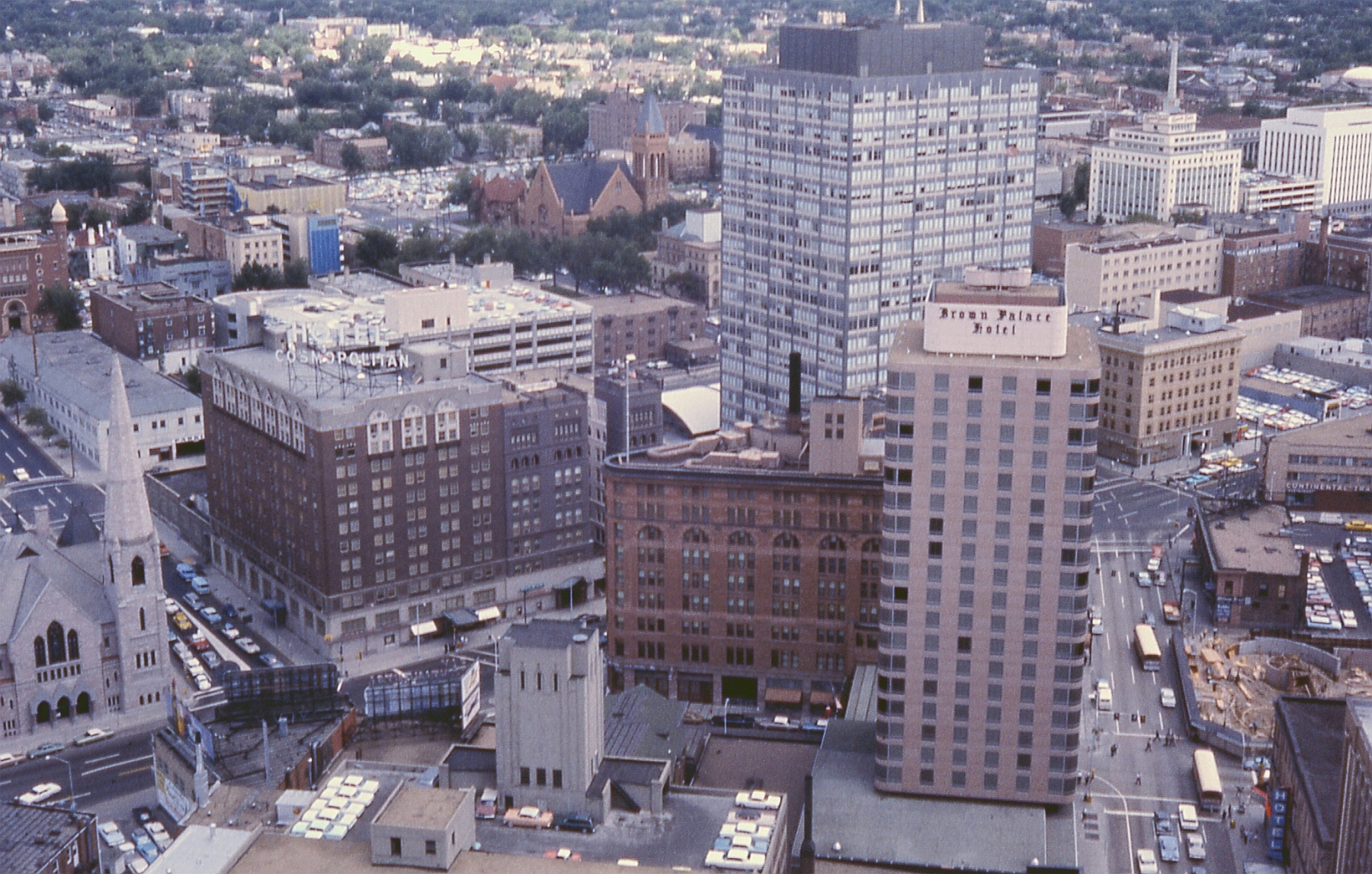
Панорама центральной части Денвера в 1964, на которой изображены старейшая церковь города (Объединенная методистская церковь Троицы — Бродвей, 1820), первое здание комплекса «Центра мильной высоты», Линкольн-центр, старая часть отеля «Браун Палас» и отель «Космополитен» (ныне разрушенный).

В 1970 году Денвер получил право на проведение зимних Олимпийских игр 1976 года. Эта дата совпала с празднованием столетнего юбилея со дня образования штата Колорадо. Однако в 1972 году жители Колорадо вышли на улицы с протестами по поводу слишком высоких затрат на проведение игр, а впоследствии (по итогам проведённого референдума) соревнования были перенесены в Инсбрук. После отказа от проведения Олимпиады репутация Денвера заметно понизилась. Движение против проведения игр основывалось по большей части на экологических проблемах и возглавлялось политиком Ричардом Лэммом, который в дальнейшем трижды (1975—1987 годы) выбирался на пост губернатора Колорадо.
В июне 2012 года обсуждался проект проведения в Денвере зимних Олимпийских игр 2022 года, но заявка не была подана в положенный срок.
Город исторически известен под названиями Королевский город равнин (англ. Queen City of the Plains) и Королевский город Запада (англ. Queen City of the West) из-за важной роли в развитии сельскохозяйственной индустрии региона Высоких равнин на востоке Колорадо. Несколько кораблей ВМС США были названы USS Denver в честь города (USS Denver (CL-16), USS Denver (CL-58), USS Denver (LPD-9)).

## География и климат

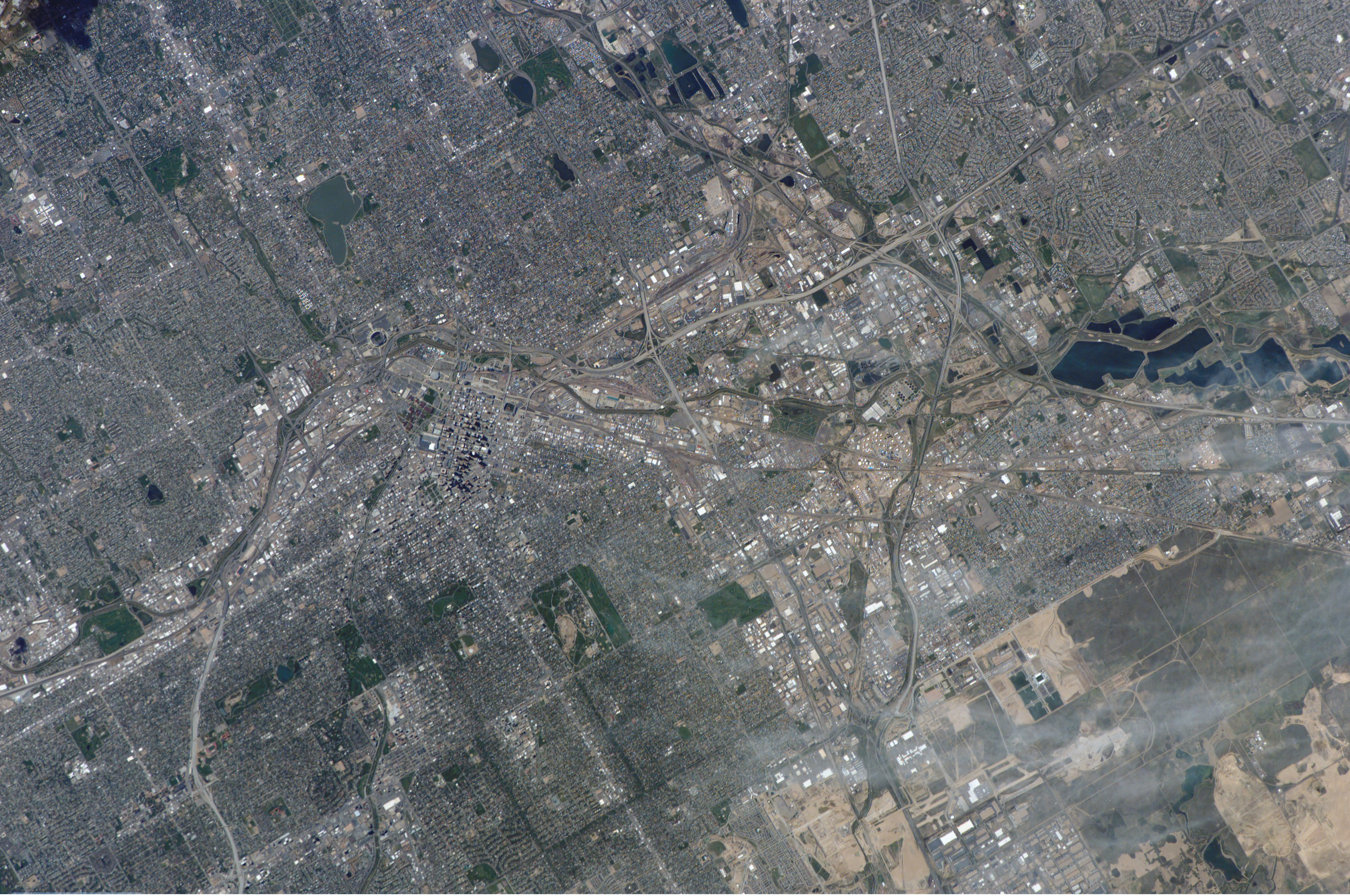
Изображение Денвера с орбиты Земли, сделанное астронавтом на МКС.

Денвер расположен между Скалистыми горами на западе и Великими равнинами на востоке. Топография города различна: В центре это равнинная местность, на западе и юге преобладают холмистые участки. Центр Денвера расположен на восточном берегу реки Саут-Платт. Согласно данным Бюро переписи населения США площадь города составляет 401,3 км², из которых 4,1 км² (или 1,03 %) занимают водные пространства. Всего город и округ Денвер граничат с тремя другими округами: с Адамсом на севере и востоке, с Арапахо на юге и востоке и с Джефферсоном на западе.

### Районы города
Объединённый город и округ Денвер насчитывает 78 городских кварталов, т.н. «нейборхудов». Такая разметка используется при планировании и для административного управления в городе. Хотя городской план определяет границы данных нейборхудов достаточно произвольно, это примерно соответствует определениям самих жителей. Эти «нейборхуды» не следует путать с городами и пригородами, которые могут считаться самостоятельными юридическими лицами в пределах городской агломерации Денвера.
Данные нейборхуды могут кардинально отличаться друг от друга и включают буквально всё: от небоскрёбов начала XX века до современных пригородных застроек. В целом районы, расположенные в непосредственной близости от центра Денвера, более густо застроены; здесь преобладают кирпичные здания. Многие нейборхуды, находящиеся в удалении от центра, были созданы после Второй мировой войны и построены в современном стиле и из более современных материалов. В большинстве нейборхудов есть парки или другие достопримечательности, являющиеся их культурными центрами. Границы данных нейборхудов по большей части не совпадают с административным делением города. Иногда их границы определяют сами местные жители. Иногда такие нейборхуды возникали, когда сами застройщики определяли границы данных участков.

### Парки
Парки Денвера
В Денвере насчитывается более 200 парков, от минипарков во всех уголках города до огромного, площадью 1,27 км², Городского парка. Многие из парков Денвера были приобретены у штата в конце XIX — начале XX столетия. Это совпало с началом движения City Beautiful, и тогдашний мэр Денвера Роберт Спир распорядился заняться расширением и облагораживанием парковых зон. Первым городским ландшафтным архитектором стал немец Рейнхард Шютце, который приложил руку к созданию Городского парка, Вашингтон-парка, Чизмен-парка и многих других. К работе по озеленению города также привлекались и другие специалисты, такие как Фредерик Ольмстед и Сако Ринк ДеБур. Эти архитекторы, в частности, занимались облагораживанием парка в Гражданском центре, а также многих городских аллей и бульваров. Все парки питались водой из главной городской реки Саут-Платт.
Начиная с 1911 года, помимо внутригородских парков, в Денвере и его окрестностях стали создавать горные парки. На протяжении многих лет город приобретал, создавал и обслуживал территорию горных парков общей площадью порядка 57 км², включая парк Рэд Рокс, известный своим естественным амфитеатром. Городу также принадлежит гора, на которой функционирует горнолыжный курорт Винтер Парк Резорт, находящийся в 110 км от Денвера.
Городские парки являются важным местом для денверитов и туристов. Поэтому при каждом изменении площади парка или типа парковых насаждений между жителями и администрацией разгораются жаркие споры. Денвер продолжает увеличивать свою парковую систему, разбивая новые парки вдоль реки Платт, а также в природном центре Блафф Лейк. Кроме того в Денвере расположена крупная сеть общинных садов, большей частью которых управляет местная некоммерческая организация Denver Urban Gardens.

### Соседние округа и муниципалитеты
|                                                                                     | Север: округ Адамс, Коммерс-Сити, Торнтон, Уэстминстер                                           |                                         |
| Запад: округ Джефферсон, Уит-Ридж, Лейксайд, Маунтин-Вью, Эджуотер, Лейквуд, Арвада | Денвер Анклавы: округ Арапахо, Глендейл                                                          | округ Адамс Восток: Орора округ Арапахо |
|                                                                                     | Юг: округ Арапахо, Бо-Мар, Литлтон, Шеридан, Энглвуд, Черри-Хилс-Виллидж, Гринвуд-Виллидж, Орора |                                         |

### Климат
Денвер расположен в зоне степей. Территория находится в области континентального климата с четырьмя временами года и умеренным уровнем осадков. Расположенный внутри Высоких равнин у подножия Скалистых гор, город подвержен частым изменениям погодных условий. Климат Денвера очень солнечный. В году насчитывается порядка 300 солнечных дней или 3106 часов. Среднегодовая температура в Денвере составляет 10,2 °C, среднегодовая норма осадков — 379 мм. Самым тёплым месяцем является июль (среднемесячная температура составляет порядка 23,4 °C). Температура летом колеблется от умеренной до жаркой. В середине июля муссоны приносят тропическую влажность в город, что часто является причиной дневных гроз. Самым холодным месяцем в году является декабрь (среднемесячная температура составляет −1,1 °C). Зимы по большей части мягкие с редкими заморозками. Дни с температурой более 10 °C обычны для денверской зимы. Но имеют место и резкие похолодания, когда температура опускается ниже −18 °C. Таких дней в году насчитывается порядка семи. Но из-за сухого климата и своего гористого расположения, а также воздействия шинука снег в Денвере быстро тает и не успевает слежаться. Самым снежным месяцем является март, когда в среднем наносится 29,7 см снега. Самая низкая температура за всё время наблюдений в Денвере была зафиксирована 9 января 1875 года и составила −34 °C. Самая высокая (41 °C) была измерена национальным метеоцентром 8 августа 1878 года.
| Показатель                    | Янв.  | Фев.  | Март  | Апр.  | Май  | Июнь | Июль | Авг. | Сен. | Окт.  | Нояб. | Дек.  | Год   |
| ----------------------------- | ----- | ----- | ----- | ----- | ---- | ---- | ---- | ---- | ---- | ----- | ----- | ----- | ----- |
| Абсолютный максимум, °C       | 24,4  | 25,0  | 28,9  | 32,2  | 35,0 | 40,0 | 40,6 | 40,6 | 36,1 | 32,2  | 26,7  | 26,1  | 40,6  |
| Средний суточный максимум, °C | 6,7   | 7,9   | 12,4  | 16,4  | 21,9 | 28,0 | 31,9 | 30,7 | 25,8 | 18,5  | 11,2  | 6,0   | 18,1  |
| Средняя температура, °C       | −0,7  | 0,3   | 4,7   | 8,6   | 13,9 | 19,7 | 23,4 | 22,5 | 17,4 | 10,5  | 3,5   | −1,1  | 10,2  |
| Средний суточный минимум, °C  | −8,1  | −7,3  | −3,1  | 0,7   | 5,9  | 11,3 | 14,9 | 14,4 | 9,1  | 2,6   | −4,2  | −8,3  | 2,3   |
| Абсолютный минимум, °C        | −33,9 | −31,7 | −23,9 | −18,9 | −7,2 | −1,1 | 5,6  | 4,4  | −8,3 | −18,9 | −27,8 | −31,7 | −33,9 |
| Норма осадков, мм             | 9     | 8     | 23    | 43    | 55   | 50   | 77   | 40   | 25   | 25    | 16    | 8     | 379   |
| Источник: Погода и климат     |       |       |       |       |      |      |      |      |      |       |       |       |       |

## Население
| Расовый состав                | 2010   | 1990   | 1970   | 1940   |
| ----------------------------- | ------ | ------ | ------ | ------ |
| Белые                         | 68,9 % | 72,1 % | 89,0 % | 97,3 % |
| —Не-испанцы                   | 52,2 % | 61,4 % | 74,5 % | н/о    |
| Афроамериканцы                | 10,2 % | 12,8 % | 9,1 %  | 2,4 %  |
| Латиноамериканцы (любой расы) | 31,8 % | 23,0 % | 15,2 % | н/о    |
| Азиаты                        | 3,4 %  | 2,4 %  | 1,4 %  | 0,2 %  |

По данным переписи 2010 в Денвере проживало 600 158 человек (23-я позиция в списке крупнейших городов США).
В Денверском метрополитенском ареале проживает 2 697 476 (2013) (21-й по населению), а в большем комбинированном статистическом ареале Денвер-Орора — 3 277 309 (2013) (16-й по населению).
Согласно переписи-2010 в городе-округе Денвер проживали 600 158 человек в 285 797 домохозяйствах. Плотность населения — 1428 чел./км², включая аэропорт. Средняя плотность домохозяйств — 676/км². Однако, если исключить из расчетов район 80249 (возле аэропорта) с 8407 жителями (при территории в 122 км²), средняя плотность населения возрастет до 2112 чел./км².
Расовый состав населения:
- Белые — 68,9 %
  - Не-испанцы — 52,2 %
- Латиноамериканцы — 31,8 %
  - Мексиканцы — 24,9 %
- Афроамериканцы — 10,2 %
- Азиаты — 3,4 %
  - Вьетнамцы — 0,8 %
  - Китайцы — 0,6 %
  - Индийцы — 0,5 %
  - Корейцы — 0,3 %
  - Японцы — 0,3 %
  - Филиппинцы — 0,3 %
  - Бирманцы — 0,2 %
  - Камбоджийцы — 0,1 %
- Коренные американцы — 1,4 %
- Океаноамериканцы — 0,1 %
- Другие расы — 9,2 %
- Многорасовые американцы — 4,1 %[11]

Потомки мексиканцев составляют 31,2 % населения Денвера, 14,6 % горожан — немецкого происхождения, 9,7 % — ирландского, 8,9 % — английского, 4,0 % — итальянского. Около 70,3 % жителей в быту используют преимущественно английский язык, 23,5 % — испанский.
Распределение по возрасту:
- до 18 — 22,0 %
- 18-24 — 10,7 %
- 25-44 — 36,1 %
- 45-64 — 20,0 %
- 65 и старше — 11,3 %

Средний возраст горожан — 33 года.
На 100 женщин приходится 102,1 мужчин.
Среднегодовой доход домохозяйства составляет 45 438 долларов США, на душу населения — 24 101 долларов.
Доход мужчин — 36 232 долларов, женщин — 33 768 долларов.
19,1 % населения (14,6 % семей) находятся за чертой бедности. Из них 25,3 % — до 18 лет и 13,7 % — 65 и старше.

### Языки
На 2010, 72,28 % (386 815) жителей Денвера старше 5 лет говорят дома только на английском, в то время как 21,42 % (114 635) — на испанском; 0,85 % (4550) — на вьетнамском; 0,57 % (3 073) — на африканских; 0,53 % (2845) — на русском; 0,50 % (2681) — на китайском; 0,47 % (2527) — на французском; 0,46 % (2465) — на немецком. Таким образом, 27,72 % (148 335) денверцев старше 5 лет говорят не на английском языке.

## Экономика
В отличие от большинства столиц штатов, основой экономики Денвера является частный сектор. Выгодное географическое положение сделало город удобным логистическим центром для компаний, занимающихся торговлей и транспортными услугами в горных, юго-западных и западных штатах.

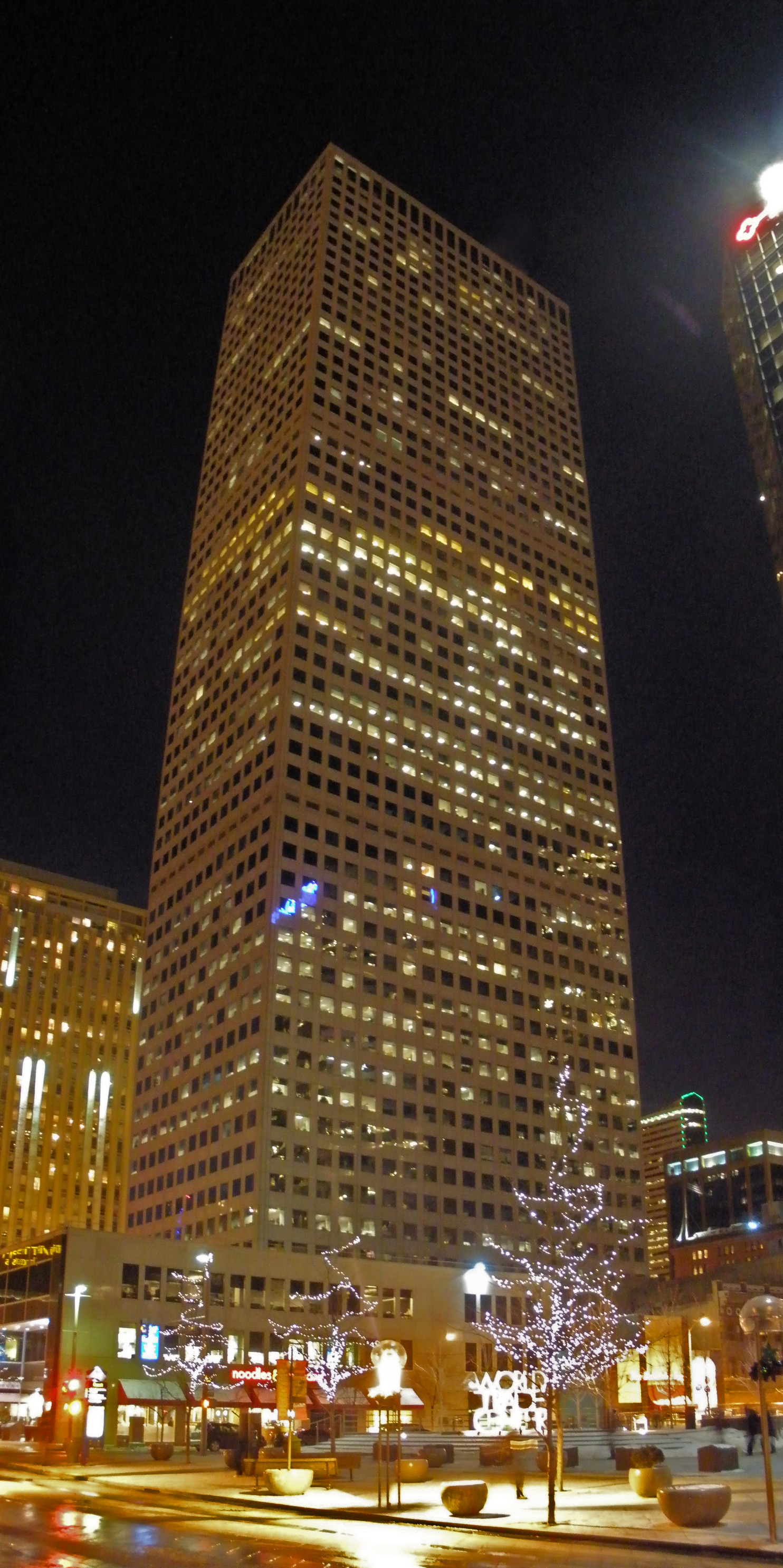
Репаблик Плаза — самое высокое здание в Денвере (и в Колорадо).

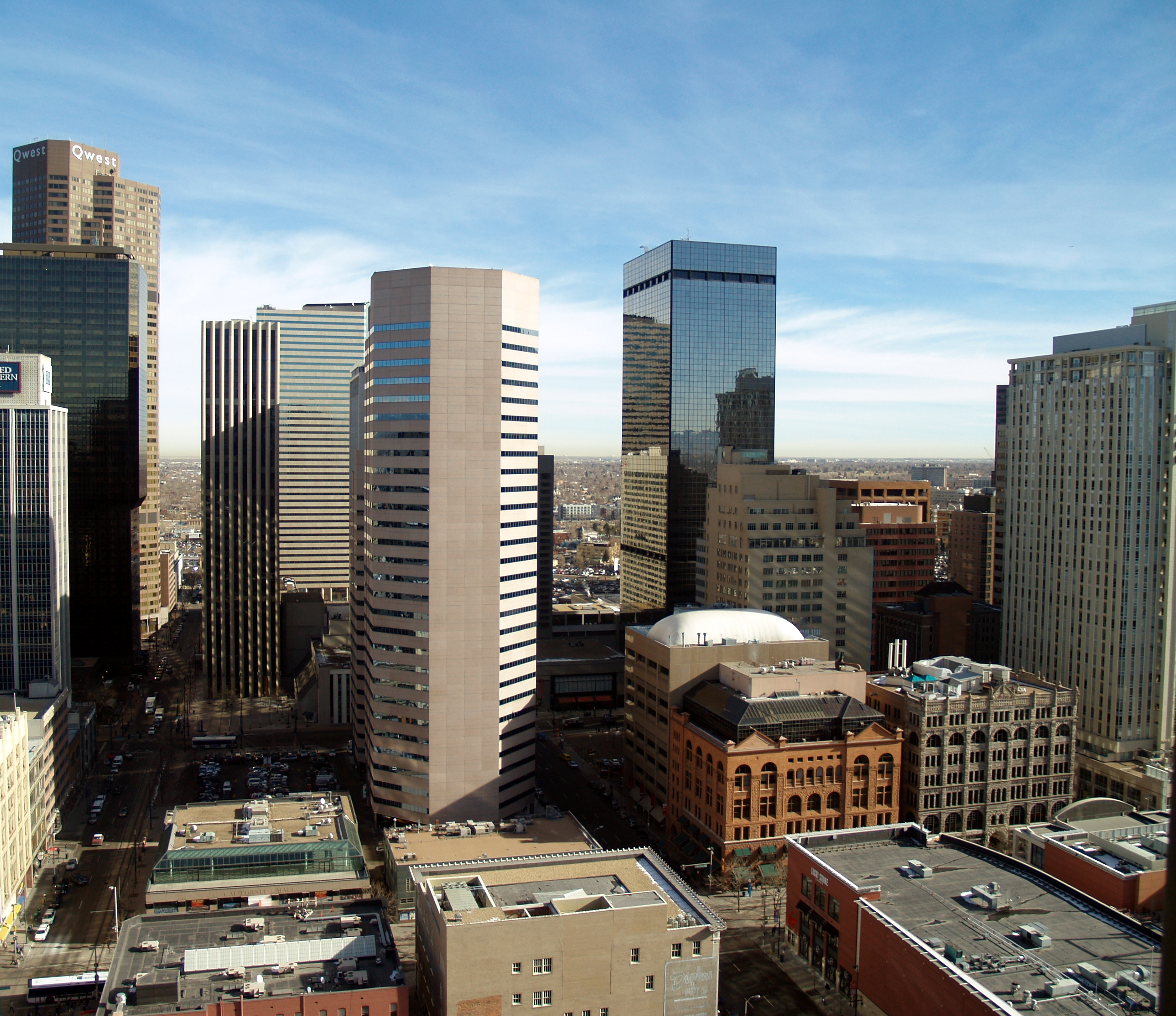
На 17-й улице располагается множество финансовых и корпоративных зданий.

В городе имеются предприятия различных отраслей, таких как авиационной, ракетнокосмической, химической, полиграфической и пищевой. В числе наиболее известных представленных здесь компаний — Mountain States Telephone & Telegraph Company (созданная в 1911, ныне — часть корпорации CenturyLink), Gates (крупнейший в мире производитель промышленных ремней, основанный в Южном Денвере в 1919), Village Inn (одна из наиболее известных в США сетей ресторанов быстрого питания, отличающаяся широким ассортиментом в утреннем меню), Kroger (имеющая в Денвере 4 фабрики), Lockheed Martin и Ball Aerospace. В Денвере также расположен один из двух Монетных дворов США.

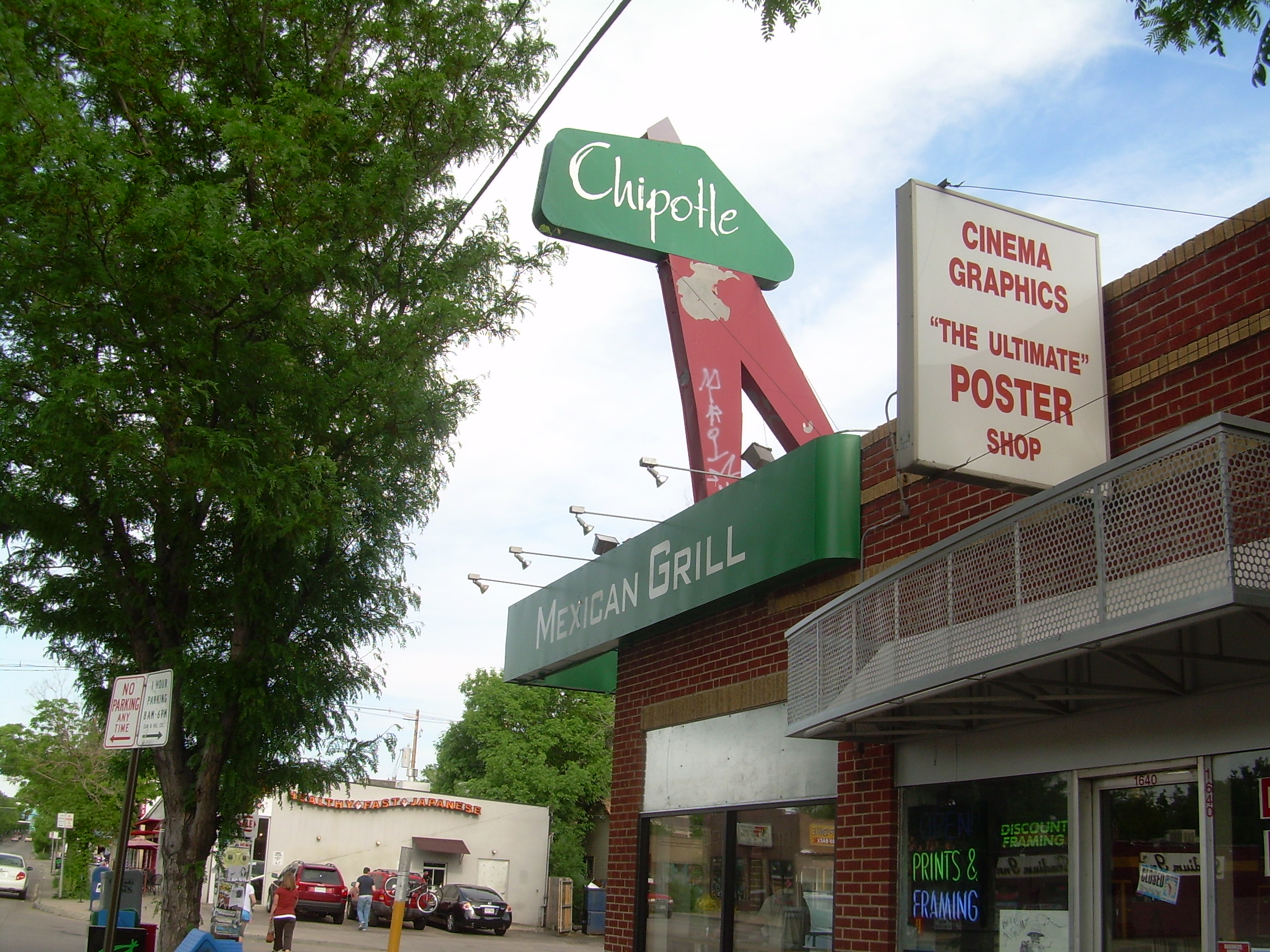
Первый ресторан Chipotle Mexican Grill возле кампуса Денверского университета.

Важную роль в городской экономике играют банковское и страховое дело, торговля и телекоммуникации, сфера услуг. В Денвере размещена штаб-квартира корпорации AIMCO — крупнейшего в США владельца и оператора многоквартирных жилых домов.
Исторически город играет важную роль в оборонных, космических и энергетических проектах американского правительства. В этих сферах заняты десятки тысяч горожан.
Статус столицы штата и транспортного узла региона сделал Денвер местом размещения крупных региональных отделений множества федеральных органов власти. Наряду с различными учреждениями штата Колорадо и самого города, они обеспечивают работой более 15 % жителей и привлекают в город многочисленные юридические и лоббистские фирмы.
В 2010 валовый продукт Денверской агломерации составил 157 млрд долларов, что ставит её на 18-е место по этому показателю среди агломераций США.
Денвер является городом с одним из самых низких уровней безработицы в США: 3,8 % (2007).

## Транспорт

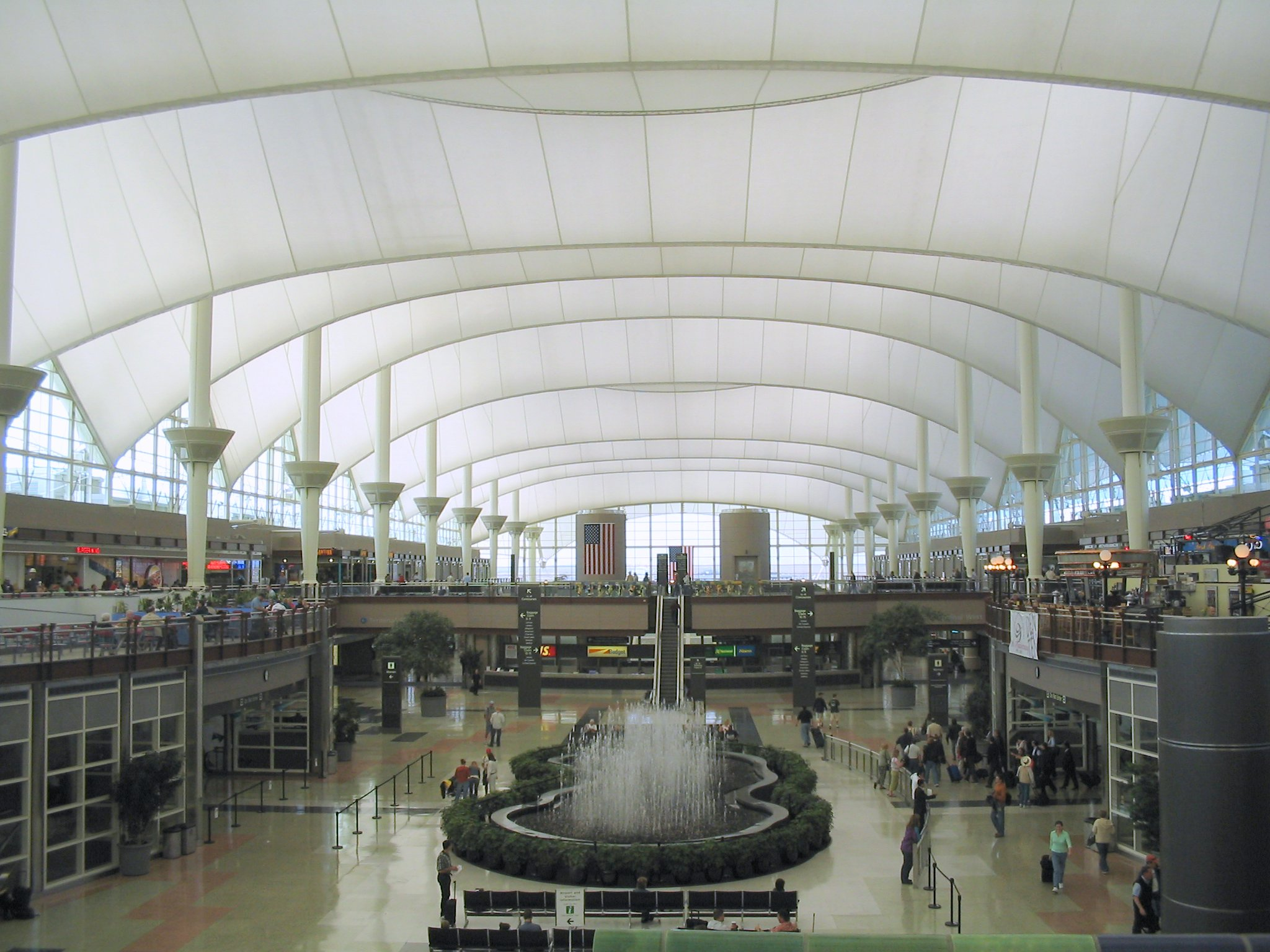
Внутри Денверского аэропорта

Город обслуживается расположенным в 40 километрах к северо-востоку от делового центра Международным аэропортом Денвера (IATA: DEN, ICAO: KDEN) с пассажирооборотом 52,7 млн человек (2011), это 11-й показатель среди мировых аэропортов и 4-й в США. Из аэропорта выполняются рейсы во множество городов США, Канады, Мексики и Центральной Америки, а также в Лондон, Токио, Рейкьявик и Франкфурт-на-Майне.
С площадью в 137.3 км² аэропорт Денвера является крупнейшим аэропортом в США и превосходит по площади остров Манхэттен.

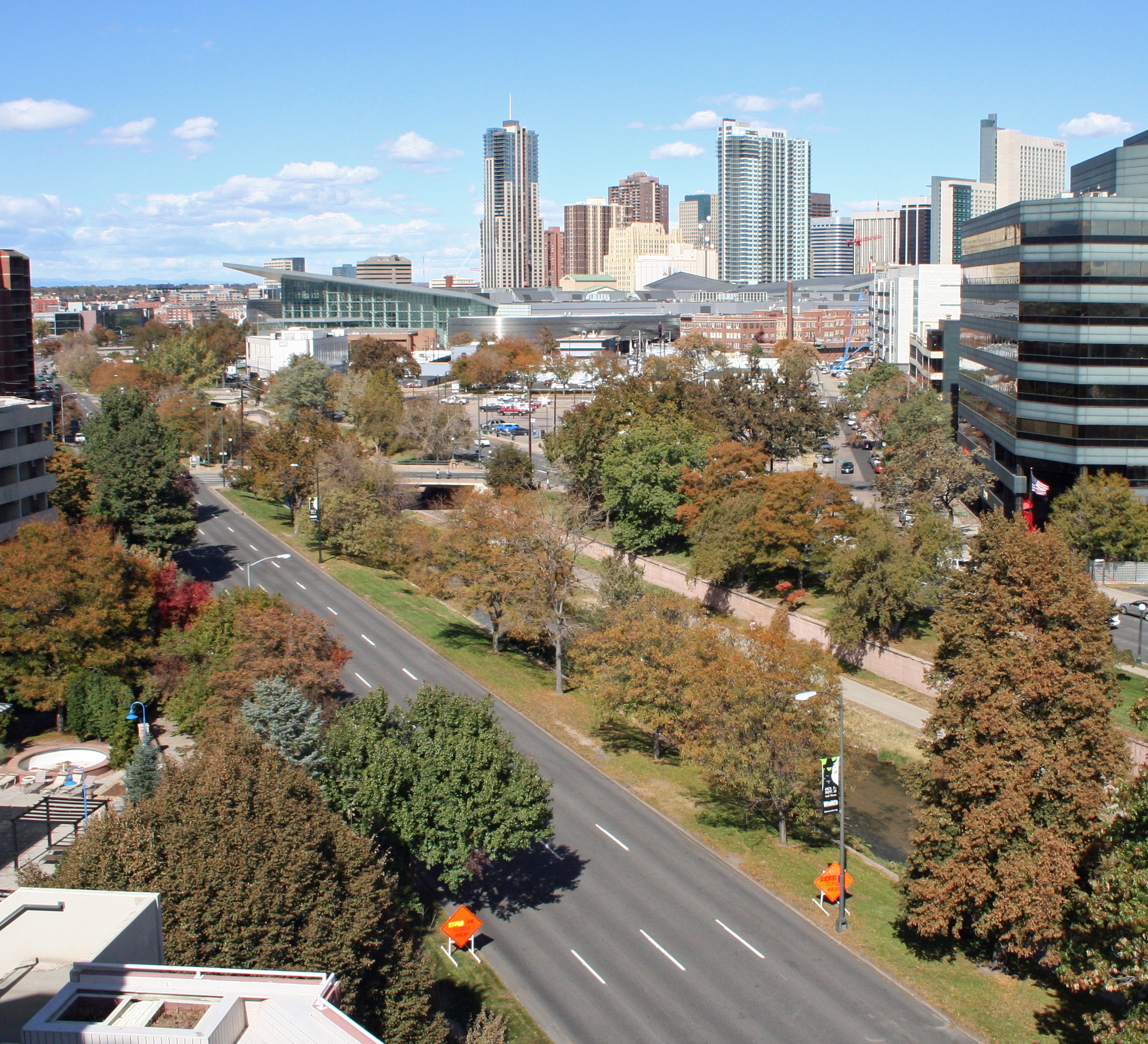
Бульвар Спир

На железнодорожной станции Денвера ежедневно останавливается поезд California Zephyr, следующий по маршруту Чикаго — Сан-Франциско (через Солт-Лейк-Сити и Омаху).
Общественный транспорт Денвера
Денвер является крупнейшим узлом автомобильных дорог в регионе, через него проходят межштатные шоссе  I-25,  I-70 и  I-76 и скоростные дороги  US 6 и  US 36, а также внутриштатная магистраль  SH 470 (C-470).
Общественный транспорт в Денверской агломерации находится под управлением организации Regional Transportation District и состоит из 168 автобусных маршрутов и 6 линий скоростного трамвая.

## Наука, культура и архитектура
Национальный центр по лечению астмы. Два университета: Денверский университет и Христианский университет Колорадо. Денверский художественный музей, Музей современного искусства и другие музеи.

## Спорт
| Денвер Бронкос   | НФЛ | Эмпауэр Филд эт Майл Хай (с 2001) | 76 872 |
| Колорадо Рокиз   | МЛБ | Курс-филд (с 1995)                | 50 398 |
| Денвер Наггетс   | НБА | Пепси-центр (с 2000)              | 19 155 |
| Колорадо Эвеланш | НХЛ | Пепси-центр (с 2000)              | 18 007 |
| Колорадо Рэпидз  | МЛС | Дикс Спортинг Гудс Парк (с 2007)  | 15 440 |

Крупнейшие стадионы в Денверской агломерации

## Города-побратимы
С 1948 года Денвер установил партнерские отношения с 13 городами:
| - Франция: Брест (1948) - Япония: Такаяма (1960) - Кения: Найроби (1975) - Израиль: Кармиэль (1977) - Мексика: Куэрнавака (1983) - Италия: Потенца (1983) - Индия: Ченнаи (1984) | - Китай: Куньмин (1985) - Эфиопия: Аксум (1995) - Монголия: Улан-Батор (2001) - Панама: Панама (2017) - Исландия: Акюрейри - Израиль: Рамат-ха-Негев |